# Cmd.exe
명령 프롬프트(실행 파일이름: cmd.exe)는 OS/2, 윈도우 임베디드 컴팩트 그리고 윈도우 NT 5.0 이상 기반 시스템의 명령어 인터프리터이다. MS-DOS와 윈도우 9x 시스템의 COMMAND.COM 또는 유닉스 시스템에서 쓰이던 셸의 아날로그 형태이다.

## 확장
Therese Stowell은 cmd.exe의 첫 버전을 개발했다. 일부 도스 명령어들이 지원되지 않거나 바뀌었음에도 불구하고 (예: 내용이 존재하는 디렉터리를 지우는 명령어 deltree.exe의 기능이 RD의 /S 매개 변수로 대체), cmd.exe는 수많은 내부 명령어들을 많이 가지고 있다.
OS/2와 윈도우 NT 버전의 cmd.exe 둘 다 command.com의 "명령 또는 파일 이름이 틀립니다(Bad command or file name)" 보다 더 자세한 오류 메시지를 제공한다. OS/2 버전의 cmd.exe에서는 오류가 현재의 시스템 언어가 무엇이든지 간에 보고된다. help 명령어는 오류 메시지의 번호와 함께 제공하여 더 자세한 정보를 얻을 수 있다.
도스 프로그램인 COMMAND.COM와 달리 cmd.exe는 플랫폼에 기본으로 제공되는 프로그램이다. 도스 프로그램들에는 쓸 수 없으나 네이티브 프로그램들이 플랫폼에서 사용할 수 있는 장점을 허락한다. 예를 들어, cmd.exe는 OS/2에서 네이티브 텍스트 모드 응용 프로그램이기 때문에 명령 파이프 줄에서 실제 파이프를 사용할 수 있고, 이로써 파이프라인의 두 면이 동시에 실행될 수 있다. 그 결과, cmd.exe의 표준 오류를 COMMAND.COM과 달리 리다이렉트할 수 있다. (COMMAND.COM은 임시 파일을 사용하며 두 면을 직렬로 사용한다.)
기술적으로, cmd.exe는 도스와 같은 명령 줄 해석기 역할을 하는 윈도우 프로그램이다. 일반적으로 호환되지만, COMMAND.COM에는 없었던 제한이 있는 확장을 제공한다:
- SETLOCAL/ENDLOCAL 명령어들은 환경에 변화의 제약을 받는다
- 내부 CALL 및 GOTO 레이블은 배치 파일이 작업의 일부를 수행할 필요를 줄여 준다.
- SET 명령어에 대한 파일 이름을 나누는 확장은 C 셸과 호환된다.
- 표현 평가 확장은 또한 SET 명령어에서 제공된다.

이 확장들은 사용하지 않을 수도 있고, 강력한 호환성 모드를 제공하기도 한다.
윈도우 비스타와 윈도우 서버 2008의 일부로 남겨진 cmd.exe는 떨어진 호환성을 위해 윈도우 파워셸을 사용하여 보충할 수 있다.

## 명령어
- cd(디렉터리 이동 명령어)등으로 explorer.exe 없이 파일들을 탐색할 수 있다.
- color등의 명령어로 간단히 프롬프트 디자인을 바꿀 수 있다.
- Alt+↵ Enter로 화면을 최대화할 수 있다. (윈도우 XP 이하와 윈도우 10에서 가능)

### 명령 프롬프트의 명령어 종류
1. ASSOC          파일 확장명 연결을 보여주거나 수정한다.
2. ATTRIB         파일 속성을 표시하거나 바꾼다.
3. BREAK          확장된 CTRL+C 검사를 설정하거나 지운다.
4. BCDBOOT        시동 구성 데이터를 관리한다.
5. BCDEDIT        부팅 로딩을 제어하기 위해 부팅 데이터베이스에서 속성을 설정한다.
6. CACLS          파일의 액세스 컨트롤 목록(ACL)을 표시하거나 수정한다.
7. CALL           한 일괄 프로그램에서 다른 일괄 프로그램을 호출한다.
8. CD(CHDIR)      현재 디렉터리 이름을 보여주거나 바꾼다.
9. CHCP           활성화된 코드 페이지의 번호를 표시하거나 설정한다.
10. CHKDSK         디스크를 검사하고 상태 보고서를 표시한다.
11. CHKNTFS        부팅하는 동안 디스크 확인을 화면에 표시하거나 변경한다.
12. CLS            화면을 지운다.
13. CMD            Windows 명령 인터프리터의 새 인스턴스를 시작한다.
14. COLOR          콘솔의 기본색과 배경색을 설정한다.
15. COMP           두 개 또는 여러 개의 파일을 비교한다.
16. COMPACT        NTFS 분할 영역에 있는 파일의 압축을 표시하거나 변경한다.
17. CONVERT        FAT 볼륨을 NTFS로 변환한다. 현재 드라이브는 변환할 수 없다.
18. COPY           하나 이상의 파일을 다른 위치로 복사한다.
19. DATE           날짜를 보여주거나 설정한다.
20. DEL(ERASE)     하나 이상의 파일을 지운다.
21. DIR            디렉터리에 있는 파일과 하위 디렉터리 목록을 보여준다.
22. DISKPART       디스크 파티션 속성을 표시하거나 구성한다.
23. DOSKEY         명령줄을 편집하고, Windows 명령을 다시 호출하고, 매크로를 만든다.
24. DRIVERQUERY    현재 장치 드라이버 상태와 속성을 표시한다.
25. ECHO           메시지를 표시하거나 ECHO를 켜거나 끈다.
26. ENDLOCAL       배치 파일에서 환경 변경의 지역화를 끝낸다.
27. EXIT           CMD.EXE 프로그램(명령 인터프리터)을 종료한다.
28. FC             두 파일 또는 파일 집합을 비교하여 다른 점을 표시한다.
29. FIND           파일이나 출력에서 텍스트 문자열을 검색한다.
30. FINDSTR        파일이나 출력에서 문자열을 검색한다. FIND와 달리 간단한 정규식을 지원한다.
31. FOR            파일 집합의 각 파일에 대해 지정된 명령을 실행한다.
32. FORMAT         Windows에서 사용할 디스크를 포맷한다.
33. FSUTIL         파일 시스템 속성을 표시하거나 구성한다.
34. FTYPE          파일 확장명 연결에 사용되는 파일 형식을 표시하거나 수정한다.
35. GOTO           Windows 명령 인터프리터가 일괄 프로그램에서 이름표가 붙여진 줄로 이동한다.
36. GPRESULT       컴퓨터 또는 사용자에 대한 그룹 정책 정보를 표시한다.
37. GRAFTABL       Windows가 그래픽 모드에서 확장 문자 세트를 표시할 수 있게 한다.
38. HELP           Windows 명령에 대한 도움말 정보를 제공한다.
39. ICACLS         파일과 디렉터리에 대한 ACL을 표시, 수정, 백업 또는 복원한다.
40. IF             일괄 프로그램에서 조건 처리를 수행한다.
41. LABEL          디스크의 볼륨 이름을 만들거나, 바꾸거나, 지운다.
42. MD(MKDIR)      디렉터리를 만든다.
43. MKLINK         바로 가기 링크와 하드 링크를 만든다.
44. MODE           시스템 장치를 구성한다.
45. MORE           출력을 한번에 한 화면씩 표시한다.
46. MOVE           하나 이상의 파일을 한 디렉터리에서 다른 디렉터리로 이동한다.
47. OPENFILES      파일 공유에서 원격 사용자에 의해 열린 파일을 표시한다.
48. PATH           실행 파일의 찾기 경로를 표시하거나 설정한다.
49. PAUSE          배치 파일의 처리를 일시 중단하고 메시지를 표시한다.
50. POPD           PUSHD에 의해 저장된 현재 디렉터리의 이전 값을 복원한다.
51. PRINT          텍스트 파일을 인쇄한다.
52. PROMPT         Windows 명령 프롬프트를 변경한다.
53. PUSHD          현재 디렉터리를 저장한 다음 변경한다.
54. RD(RMDIR)      디렉터리를 제거한다.
55. RECOVER        불량이거나 결함이 있는 디스크에서 읽을 수 있는 정보를 복구한다.
56. REM            배치 파일 또는 CONFIG.SYS에 주석을 기록한다.
57. REN(RENAME)    파일 이름을 바꾼다.
58. REPLACE        파일을 바꾼다.
59. ROBOCOPY       파일과 디렉터리 트리를 복사할 수 있는 고급 유틸리티이다.
60. SET            Windows 환경 변수를 표시, 설정 또는 제거한다.
61. SETLOCAL       배치 파일에서 환경 변경의 지역화를 시작한다.
62. SC             서비스(백그라운드 프로세스)를 표시하거나 구성한다.
63. SCHTASKS       컴퓨터에서 실행할 명령과 프로그램을 예약한다.
64. SHIFT          배치 파일에서 바꿀 수 있는 매개 변수의 위치를 바꾼다.
65. SHUTDOWN       컴퓨터의 로컬 또는 원격 종료를 허용한다.
66. SORT           입력을 정렬한다.
67. START          지정한 프로그램이나 명령을 실행할 별도의 창을 시작한다.
68. SUBST          경로를 드라이브 문자에 연결한다.
69. SYSTEMINFO     컴퓨터별 속성과 구성을 표시한다.
70. TASKLIST       서비스를 포함하여 현재 실행 중인 모든 작업을 표시한다.
71. TASKKILL       실행 중인 프로세스나 응용 프로그램을 중단한다.
72. TIME           시스템 시간을 표시하거나 설정한다.
73. TITLE          CMD.EXE 세션에 대한 창 제목을 설정한다.
74. TREE           드라이브 또는 경로의 디렉터리 구조를 그래픽으로 표시한다.
75. TYPE           텍스트 파일의 내용을 표시한다.
76. VER            Windows 버전을 표시한다.
77. VERIFY         파일이 디스크에 올바로 기록되었는지 검증할지 여부를 지정한다.
78. VOL            디스크 볼륨 레이블과 일련 번호를 표시한다.
79. XCOPY          파일과 디렉터리 트리를 복사한다.
80. WMIC           대화형 명령 셸 내의 WMI 정보를 표시한다.

## 커맨드 라인 2.0 업데이트
윈도우 10부터 명령 프롬프트의 커맨드 라인 버전이 업데이트되었다. 명령 프롬프트의 속성에서 '레거시 콘솔 사용'을 해제하면 사용할 수 있는 기능들이 추가되었다.

### 추가된 기능
- 투명도 설정
- Ctrl키의 일반적인 사용 설정
- Alt+↵ Enter 사용 허용됨(Windows 7에서는 실행되지 않았다. F11도 작동되지 않는다. Windows 10은 F11도 잘 작동한다(OS 단축키로 등록).)

## 같이 보기
- 셸
- 도스박스
- COMMAND.COM
- 윈도우 파워셸